# Campeonato de Primera División 1958 (Argentina)
El Campeonato de Primera División de 1958 fue la vigésima octava temporada y el trigésimo torneo de la Primera División de Argentina de fútbol. Se disputó desde el 23 de marzo hasta el 28 de diciembre, en dos ruedas de todos contra todos. Durante el receso impuesto por la participación del seleccionado argentino en la Copa Mundial de 1958 de disputó la Copa Suecia, un torneo oficial, no regular, organizada por la AFA.
El campeón fue el Racing Club, dirigido por José Della Torre, que se consagró tras empatar 3–3 con Lanús como visitante, en un encuentro correspondiente a la vigésima octava fecha, lográndolo con dos jornadas aún por disputarse. De esta manera, alcanzó su décimo tercer título y clasificó a la Copa Ibarguren 1958 contra la Liga Cordobesa de Fútbol, campeona de la Copa Presidente de la Nación 1958. 

## Ascensos y descensos
| Pos | Equipo ascendido    |
| --- | ------------------- |
| 1.º | Central Córdoba (R) |

| Prom | Equipo descendido en la temporada 1957 |
| ---- | -------------------------------------- |
| 16.º | Ferro Carril Oeste                     |

## Equipos
| Equipo             | Ciudad       |
| ------------------ | ------------ |
| Argentinos Juniors | Buenos Aires |
| Atlanta            | Buenos Aires |
| Boca Juniors       | Buenos Aires |
| Central Córdoba    | Rosario      |
| Estudiantes        | La Plata     |
| Gimnasia y Esgrima | La Plata     |
| Huracán            | Buenos Aires |
| Independiente      | Avellaneda   |
| Lanús              | Lanús        |
| Newell's Old Boys  | Rosario      |
| Racing Club        | Avellaneda   |
| River Plate        | Buenos Aires |
| Rosario Central    | Rosario      |
| San Lorenzo        | Buenos Aires |
| Tigre              | Victoria     |
| Vélez Sarsfield    | Buenos Aires |

### Distribución geográfica de los equipos
| Región                 | Cant. | Equipos                                                                                        |
| ---------------------- | ----- | ---------------------------------------------------------------------------------------------- |
| Ciudad de Buenos Aires | 7     | Argentinos Juniors, Atlanta, Boca Juniors, Huracán, River Plate, San Lorenzo y Vélez Sarsfield |
| Conurbano bonaerense   | 4     | Independiente, Lanús, Racing Club y Tigre                                                      |
| Ciudad de Rosario      | 3     | Central Córdoba, Newell's Old Boys y Rosario Central                                           |
| Ciudad de La Plata     | 2     | Estudiantes y Gimnasia y Esgrima                                                               |

## Tabla de posiciones final
| Pos. | Equipo                  | Pts. | PJ | PG | PE | PP | GF | GC | Dif. |
| ---- | ----------------------- | ---- | -- | -- | -- | -- | -- | -- | ---- |
| 1.º  | Racing Club             | 41   | 30 | 16 | 9  | 5  | 69 | 38 | 31   |
| 2.º  | Boca Juniors            | 38   | 30 | 14 | 10 | 6  | 70 | 48 | 22   |
| 3.º  | San Lorenzo             | 38   | 30 | 16 | 6  | 8  | 66 | 47 | 19   |
| 4.º  | Atlanta                 | 36   | 30 | 14 | 8  | 8  | 47 | 33 | 14   |
| 5.º  | River Plate             | 35   | 30 | 14 | 9  | 7  | 62 | 48 | 14   |
| 6.º  | Rosario Central         | 35   | 30 | 13 | 9  | 8  | 50 | 43 | 7    |
| 7.º  | Vélez Sársfield         | 34   | 30 | 13 | 8  | 9  | 50 | 47 | 3    |
| 8.º  | Independiente           | 33   | 30 | 11 | 11 | 8  | 58 | 47 | 11   |
| 9.º  | Estudiantes (LP)        | 31   | 30 | 13 | 5  | 12 | 60 | 56 | 4    |
| 10.º | Huracán                 | 27   | 30 | 12 | 3  | 15 | 49 | 51 | −2   |
| 11.º | Central Córdoba (R)     | 27   | 30 | 12 | 3  | 15 | 57 | 65 | −8   |
| 12.º | Argentinos Juniors      | 25   | 30 | 8  | 9  | 13 | 58 | 68 | −10  |
| 13.º | Lanús                   | 25   | 30 | 8  | 9  | 13 | 58 | 70 | −12  |
| 14.º | Gimnasia y Esgrima (LP) | 24   | 30 | 7  | 10 | 13 | 55 | 68 | −13  |
| 15.º | Newell's Old Boys       | 17   | 30 | 4  | 9  | 17 | 29 | 56 | −27  |
| 16.º | Tigre                   | 12   | 30 | 4  | 4  | 22 | 29 | 82 | −53  |

## Tabla de descenso
| Pos | Equipo                  | 1956 | 1957 | 1958 | Total | Promedio |
| --- | ----------------------- | ---- | ---- | ---- | ----- | -------- |
| 1º  | River Plate             | 43   | 46   | 35   | 124   | 41,33    |
| 2º  | Racing Club             | 39   | 36   | 41   | 116   | 38,67    |
| 3º  | Boca Juniors            | 40   | 34   | 38   | 112   | 37,33    |
| 4º  | Vélez Sarsfield         | 37   | 34   | 34   | 105   | 35,00    |
| 5º  | San Lorenzo             | 29   | 38   | 38   | 105   | 35,00    |
| 6º  | Independiente           | 30   | 31   | 33   | 94    | 31,33    |
| 7º  | Rosario Central         | 30   | 27   | 35   | 92    | 30,67    |
| 8º  | Atlanta                 | -    | 24   | 36   | 60    | 30,00    |
| 9º  | Lanús                   | 41   | 22   | 25   | 88    | 29,33    |
| 10º | Estudiantes (LP)        | 23   | 33   | 31   | 87    | 29,00    |
| 11º | Huracán                 | 23   | 33   | 27   | 83    | 27,67    |
| 12º | Central Córdoba (R)     | -    | -    | 27   | 27    | 27,00    |
| 13º | Argentinos Juniors      | 22   | 28   | 25   | 75    | 25,00    |
| 14º | Newell's Old Boys       | 26   | 31   | 17   | 74    | 24,67    |
| 15º | Gimnasia y Esgrima (LP) | 26   | 23   | 24   | 73    | 24,33    |
| 16º | Tigre                   | 22   | 23   | 12   | 57    | 19,00    |

|  |                           |
|  | Descendió a la Primera B. |

## Resultados
Fecha 1
23 de marzo
Newells Old Boys 0 - Racing Club 3
Tigre 0 - River Plate 3
Boca Juniors 1 - Argentinos Juniors 1
Estudiantes (LP) 5 - Huracán 1
San Lorenzo 3 - Gimnasia (LP) 3
Vélez Sársfield 2 - Lanús 3
Independiente 1 - Rosario Central 1
Atlanta 2 - Central Córdoba (Rosario) 1
Fecha 2
30 de marzo
Racing Club 1 - Atlanta 2
Central Córdoba (Rosario) 1 - Independiente 3
Huracán 1 - Boca Juniors 3
Lanús 2 - San Lorenzo 2
River Plate 0 - Vélez Sársfield 0
Gimnasia (LP)5 - Newell's Old Boys 3
Rosario Central 1 - Estudiantes (LP) 1
Argentinos Juniors 1 - Tigre 1
Fecha 3
6 de abril
Independiente 1 - Racing Club 1
Boca Juniors 3 - Rosario Central 2
Argentinos Juniors 2 - River Plate 4
Estudiantes (LP) 5 - Central Córdoba (Rosario) 0
San Lorenzo 0 - Vélez Sársfield 0
Atlanta 2 - Gimnasia (LP) 1
Newell's Old Boys 1 - Lanús 3
Tigre 0 - Huracán 2
Fecha 4
5 de julio
Rosario Central 6 - Tigre 1
6 de julio
Racing Club 2 - Estudiantes (LP) 1
Vélez Sársfield 0 - Newell's Old Boys 0
River Plate 2 - San Lorenzo 4
Gimnasia (LP) 2 - Independiente 3
Lanús 4 - Atlanta 2
Huracán 0 - Argentinos Juniors 2
Central Córdoba (Rosario) 3 - Boca Juniors 2
Fecha 5
13 de julio
Boca Juniors 1 - Racing Club 1
Estudiantes (LP) 1 - Gimnasia (LP) 2
Tigre 0 - Central Córdoba (Rosario) 2
Independiente 3 - Lanús 4
Atlanta 0 - Vélez Sársfield 1
Newell's Old Boys 1 - San Lorenzo 3
Huracán 1 - River Plate 1
Argentinos Juniors 0 - Rosario Central 1
Fecha 6
17 de julio
Rosario Central 0 - Huracán 1
19 de julio
Central Córdoba (Rosario) 0 - Argentinos Juniors 3
20 de julio
Racing Club 3 - Tigre 1
San Lorenzo 0 - Atlanta 3
River Plate 1 - Newell's Old Boys 0
Gimnasia (LP) 2 - Boca Juniors 2
Lanús 0 - Estudiantes (LP) 2
Vélez Sársfield 1 - Independiente 0
Fecha 7
27 de julio
Argentinos Juniors 1 - Racing Club 1
Estudiantes (LP) 2 - Vélez Sársfield 0
Independiente 0 - San Lorenzo 0
Huracán 5 - Central Córdoba (Rosario) 0
Boca Juniors 3 - Lanús 0
Tigre 2 - Gimnasia (LP) 3
30 de julio
Atlanta 2 - Newell's Old Boys 0
Rosario Central 3 - River Plate 2
Fecha 8
9 de agosto
Central Córdoba (Rosario) 0 - Rosario Central 0
10 de agosto
Racing Club 4 - Huracán 1
Newell's Old Boys 1 - Independiente 1
Gimnasia (LP) 6 - Argentinos Juniors 3
Lanús 1 - Tigre 2
River Plate 0 - Atlanta 3
San Lorenzo 3 - Estudiantes (LP) 2
Vélez Sársfield 1 - Boca Juniors 1
Fecha 9
15 de agosto
Rosario Central 0 - Racing Club 0
17 de agosto
Boca Juniors 0 - San Lorenzo 2
Independiente 3 - Atlanta 2
Huracán 2 - Gimnasia (La Plata) 1
Central Córdoba (Rosario) 3 - River Plate 4
Estudiantes (LP) 3 - Newell's Old Boys 0
Tigre 1 - Vélez Sársfield 1
Argentinos Juniors 2 - Lanús 2
Fecha 10
24 de agosto
Newell's Old Boys 1 - Boca Juniors 1
31 de agosto
Racing Club 3 - Central Córdoba (Rosario) 2
Vélez Sársfield 1 - Argentinos Juniors 2
Lanús 2 - Huracán 2
Gimnasia (LP) 1 - Rosario Central 1
River Plate 1 - Independiente 1
Atlanta 4 - Estudiantes (LP) 1
San Lorenzo 5 - Tigre 0
Fecha 11
6 de septiembre
Central Córdoba (Rosario) 4 - Gimnasia (LP) 2
7 de septiembre
Racing Club 3 - River Plate 2
Tigre 0 - Newell's Old Boys 2
Boca Juniors 2 - Atlanta 1
Argentinos Juniors 1 - San Lorenzo 3
Huracán 5 - Vélez Sársfield 0
Rosario Central 2 - Lanús 1
Estudiantes (LP) 2 - Independiente 1
Fecha 12
14 de septiembre
Gimnasia (LP) 2 - Racing Club 2
Newell's Old Boys 2 - Argentinos Juniors 0
River Plate 5 - Estudiantes (LP) 2
Lanús 3 - Central Córdoba (Rosario) 3
Independiente 2 - Boca Juniors 1
Vélez Sársfield 3 - Rosario Central 5
17 de septiembre
San Lorenzo 3 - Huracán 1
Atlanta 2 - Tigre 0
Fecha 13
20 de septiembre
Central Córdoba (Rosario) 5 - Vélez Sársfield 2
21 de septiembre
Racing Club 4 - Lanús 0
Tigre 0 - Independiente 0
Huracán 4 - Newell's Old Boys 0
Rosario Central 2 - San Lorenzo 1
Argentinos Juniors 1 - Atlanta 1
Gimnasia (LP) 0 - River Plate 0
Boca Juniors 2 - Estudiantes (LP) 1
Fecha 14
28 de septiembre
Vélez Sársfield 2 - Racing Club 2
San Lorenzo 2 - Central Córdoba (Rosario) 0
Lanús 6 - Gimnasia (LP) 0
Atlanta 3 - Huracán 1
River Plate 2 - Boca Juniors 2
Estudiantes (LP) 6 - Tigre 1
Independiente 1 - Argentinos Juniors 2
Newell's Old Boys 1 - Rosario Central 1
Fecha 15
4 de octubre
Central Córdoba (Rosario) 0 - Newell's Old Boys 2
5 de octubre
Racing Club 3 - San Lorenzo 1
Tigre 2 - Boca Juniors 3
Huracán 3 - Independiente 1
River Plate 3 - Lanús 2
Gimnasia (LP) 0 - Vélez Sársfield 5
Argentinos Juniors 1 - Estudiantes (LP) 1
Rosario Central 0 - Atlanta 0
Fecha 16
11 de octubre
Central Córdoba (Rosario) 2 - Atlanta 0
12 de octubre
Racing Club 4 - Newell's Old Boys 1
Lanús 0 - Vélez Sársfield 2
Huracán 0 - Estudiantes (LP) 1
Argentinos Juniors 1 - Boca Juniors 0
River Plate 5 - Tigre 2
Rosario Central 1 - Independiente 1
Fecha 17
18 de octubre
Estudiantes (LP) 2 - Rosario Central 1
19 de octubre
Atlanta 1 - Racing Club 1
Newell's Old Boys 1 - Gimnasia (LP) 0
Vélez Sársfield 1 - River Plate 0
Boca Juniors 2 - Huracán 2
San Lorenzo 3 - Lanús 3
Independiente 3 - Central Córdoba (Rosario) 0
Tigre 3 - Argentinos Juniors 5
Fecha 18
22 de octubre
Racing Club 4 - Independiente 1
Huracán 1 - Tigre 0
Vélez Sársfield 0 - San Lorenzo 2
Gimnasia (LP) 1 - Atlanta 1
Lanús 2 - Newell's Old Boys 0
Central Córdoba (Rosario) 6 - Estudiantes (LP) 1
23 de octubre
River Plate 3 - Argentinos Juniors 2
Rosario Central 2 - Boca Juniors 1
Fecha 19
26 de octubre
Estudiantes (LP) 1 - Racing Club 2
Newell's Old Boys 1 - Vélez Sársfield 1
Argentinos Juniors 3 - Huracán 0
Boca Juniors 2 - Central Córdoba (Rosario) 0
San Lorenzo 3 - River Plate 1
Independiente 2 - Gimnasia (LP) 2
Tigre 4 - Rosario Central 2
Atlanta 1 - Lanús 0
Fecha 20
1 de noviembre
Gimnasia (LP) 1 - Estudiantes (LP) 2
Rosario Central 3 - Argentinos Juniors 1
2 de noviembre
Racing Club 1 - Boca Juniors 2
Central Córdoba (Rosario) 2 - Tigre 0
San Lorenzo 2 - Newell's Old Boys 2
Vélez Sársfield 3 - Atlanta 1
Lanús 3 - Independiente 3
Huracán 2 - River Plate 0
Fecha 21
7 de noviembre
Huracán 0 - Rosario Central 1
8 de noviembre
Newell's Old Boys 1 - River Plate 2
9 de noviembre
Tigre 0 - Racing Club 4
Estudiantes (LP) 2 - Lanús 1
Atlanta 2 - San Lorenzo 0
Boca Juniors 4 - Gimnasia (LP) 2
Independiente 1 - Vélez Sársfield 4
Argentinos Juniors 2 - Central Córdoba (Rosario) 3
Fecha 22
11 de noviembre
Central Córdoba (Rosario) 1 - Huracán 0
12 de noviembre
Racing Club 5 - Argentinos Juniors 2
Vélez Sársfield 4 - Estudiantes (LP) 1
Lanús 1 - Boca Juniors 5
San Lorenzo 0 - Independiente 1
Gimnasia (LP) 2 - Tigre 0
River Plate 5 - Rosario Central 1
Newell's Old Boys 0 - Atlanta 0
Fecha 23
15 de noviembre
Independiente 4 - Newell's Old Boys 2
16 de noviembre
Huracán 2 - Racing Club 4
Estudiantes (LP) 2 - San Lorenzo 2
Argentinos Juniors 3 - Gimnasia (LP) 3
Tigre 0 - Lanús 3
Boca Juniors 4 - Vélez Sársfield 1
Atlanta 0 - River Plate 1
Rosario Central 3 - Central Córdoba (Rosario) 2
Fecha 24
19 de noviembre
Racing Club 2 - Rosario Central 0
Vélez Sársfield 1 - Tigre 0
Lanús 2 - Argentinos Juniors 2
River Plate 5 - Central Córdoba (Rosario) 2
Gimnasia (LP) 2 - Huracán 1
Newell's Old Boys 1 - Estudiantes (LP) 1
Atlanta 2 - Independiente 1
20 de noviembre
San Lorenzo 3 - Boca Juniors 1
Fecha 25
22 de noviembre
Rosario Central 2 - Gimnasia (LP) 2
23 de noviembre
Central Córdoba (Rosario) 1 - Racing Club 0
Tigre 4 - San Lorenzo 1
Independiente 1 - River Plate 1
Argentinos Juniors 4 - Vélez Sársfield 5
Estudiantes (LP) 0 - Atlanta 0
Huracán 3 - Lanús 0
Boca Juniors 4 - Newell's Old Boys 2
Fecha 26
29 de noviembre
Gimnasia (LP) 2 - Central Córdoba (Rosario) 2
Independiente 2 - Estudiantes (LP) 1
30 de noviembre
San Lorenzo 6 - Argentinos Juniors 3
Newell's Old Boys 1 - Tigre 1
Lanús 2 - Rosario Central 1
3 de diciembre
River Plate 2 - Racing Club 0
Atlanta 3 - Boca Juniors 3
Vélez Sársfield 1 - Huracán 0
Fecha 27
5 de diciembre
Central Córdoba (Rosario) 7 - Lanús 3
6 de diciembre
Estudiantes (LP) 3 - River Plate 3
Rosario Central 3 - Vélez Sársfield 1
7 de diciembre
Racing Club 4 - Gimnasia (LP) 1
Tigre 1 - Atlanta 3
Argentinos Juniors 2 - Newell's Old Boys 1
Boca Juniors 3 - Independiente 3
Huracán 2 - San Lorenzo 4
Fecha 28
12 de diciembre
Independiente 6 - Tigre 0
13 de diciembre
Newell's Old Boys 1 - Huracán 2
14 de diciembre
Lanús 3 - Racing Club 3
Estudiantes (LP) 2 - Boca Juniors 5
River Plate 1 - Gimnasia (LP) 0
Atlanta 1 - Argentinos Juniors 1
San Lorenzo 2 - Rosario Central 3
Vélez Sársfield 3 - Central Córdoba (Rosario) 1
Fecha 29
20 de diciembre
Argentinos Juniors 1 - Independiente 3
Boca Juniors 2 - River Plate 2
Rosario Central 1 - Newell's Old Boys 0
21 de diciembre
Racing Club 2 - Vélez Sársfield 2
Tigre 2 - Estudiantes (LP) 1
Huracán 2 - Atlanta 1
Gimnasia (LP) 4 - Lanús 1
Central Córdoba (Rosario) 1 - San Lorenzo 2
Fecha 30
27 de diciembre
Estudiantes (LP) 5 - Argentinos Juniors 4
San Lorenzo 2 - Racing Club 0
Newell's Old Boys 1 - Central Córdoba (Rosario) 3
Vélez Sársfield 2 - Gimnasia (LP) 1
Independiente 5 - Huracán 1
28 de diciembre
Atlanta 2 - Rosario Central 1
Lanús 1 - River Plate 1
Boca Juniors 5 - Tigre 1

## Descensos y ascensos
Tigre descendió a Primera B al haber ocupado el último puesto de la tabla de promedios, siendo reemplazado por Ferro Carril Oeste para el Campeonato de 1959.

## Goleadores
| Jugador              | Jugador          | Goles | Equipo             |
| -------------------- | ---------------- | ----- | ------------------ |
| Bandera de Argentina | José Sanfilippo  | 28    | San Lorenzo        |
| Bandera de Argentina | Alfredo Rojas    | 22    | Lanús              |
| Bandera de Argentina | Eugenio Callá    | 20    | Argentinos Juniors |
| Bandera de Argentina | Héctor Antonio   | 19    | Estudiantes (LP)   |
| Bandera de Argentina | Pedro Manfredini | 19    | Racing Club        |